# Auckland United Football Club (féminines)
La section féminine d'Auckland United est un club féminin de football néo-zélandais basé à Auckland.

## Histoire
En 2022, Auckland United remporte pour la première fois la Kate Sheppard Cup en battant les Northern Rovers 1-0 en finale.
Auckland United décroche son premier titre en National Women's Soccer League, le championnat néo-zélandais, en 2023. En finale, le club domine Southern United 2-0.
En mars 2024, Auckland United dispute pour la première fois la Ligue des champions de l'OFC. Après avoir écrasé le champion en titre, les Calédoniennes de l'Asaf, 5-0 en poules, les joueuses d'Auckland se défont plus difficilement du Tafea FC du Vanuatu en demi-finale (2-1 ap), puis s'imposent sur la plus petite des marges (1-0) en finale face au Hekari United de Papouasie-Nouvelle-Guinée. Elles décrochent ainsi leur premier titre océanien.
Auckland United remporte ensuite la Kate Sheppard Cup en battant Western Springs 2-1 en finale, la NRFL Women's Premiership, puis conservent leur titre en National Women's Soccer League en dominant le CF Waterside Karori en finale (3-1).
Le club conserve également sa couronne continentale en battant à nouveau Hekari United sur le même score de 1-0.

## Palmarès
National Women's Soccer League (2) :
- Champion en 2023 et 2024

Kate Sheppard Cup (2) :
- Vainqueur en 2022 et 2024

NRFL Women's Premiership (en) (2) :
- Vainqueur en 2023 et 2024

Ligue des champions de l'OFC (2) :
- Vainqueur en 2024 et 2025